# Potjesvlees

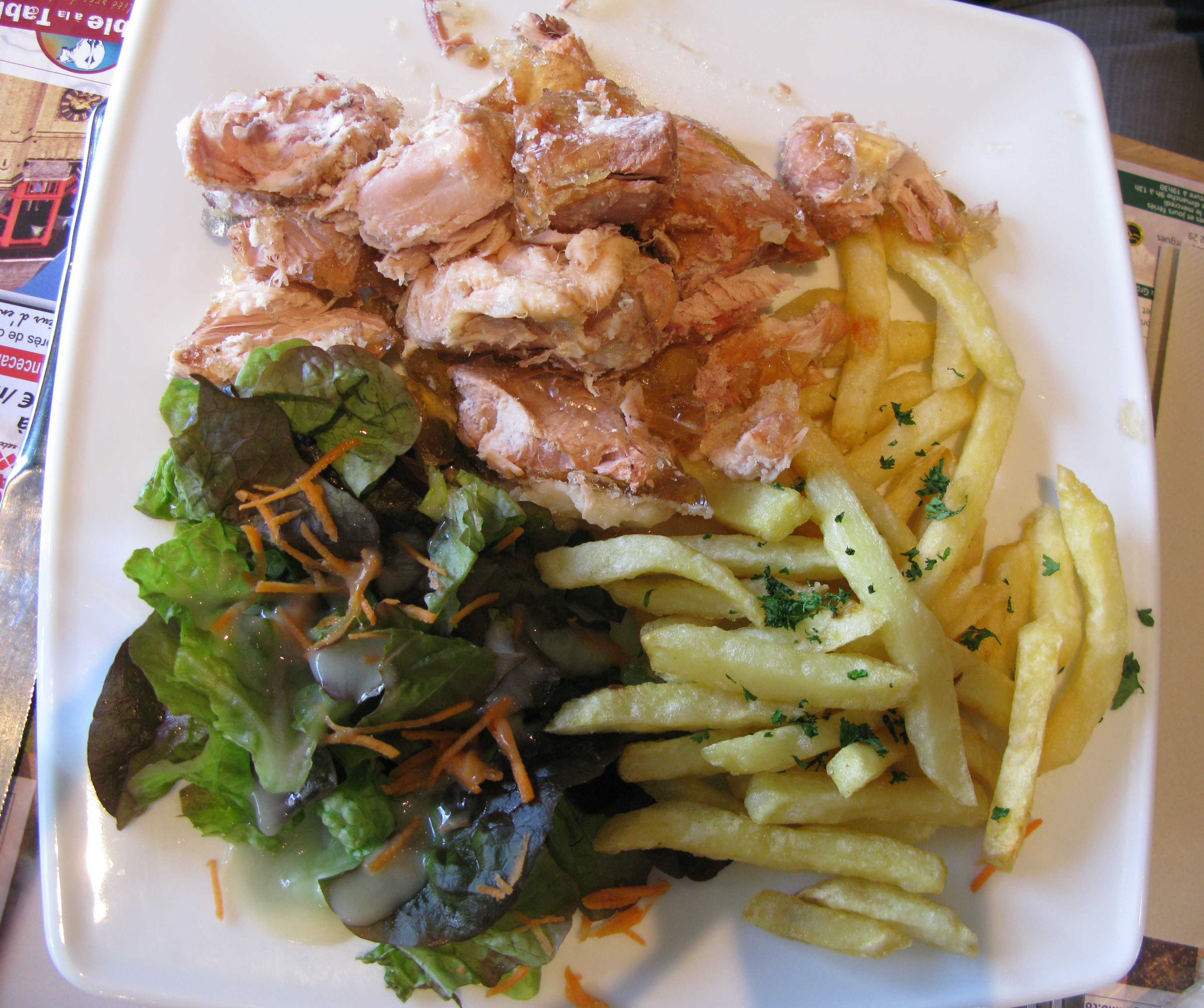
Potjevleesch

Potjesvlees, in het Frans gespeld als Potjevleesch of potjevleisch, is een specialiteit in Frans-Vlaanderen en de Westhoek. Het is een erkend West-Vlaams streekproduct.
Het is een koud gerecht dat bestaat uit stukjes kip, konijn, kalfs- en varkensvlees in gelei.
De eerste vermelding van dit gerecht stamt uit de 14e eeuw en betreft een recept voor ketelvleesch, dat te vinden is in het Viandier de Taillevent, een handschrift op perkament dat bewaard is in de bibliotheek van Wallis. Het bevat recepten die toegeschreven worden aan Guillaume Tirel, die keukenmeester was aan het hof van de Franse koning Karel V. Dit boek werd, toen eenmaal de boekdrukkunst werd uitgevonden, herhaaldelijk opnieuw uitgegeven, het laatst in 1604. Het boek was zeer verbreid in grote restaurants. Dit ketelvleesch werd in kleinere potjes gedaan en als potjevleesch verkocht.
Typerend voor dit gerecht is de oude Vlaamse spelling die nog in het Frans gebruikt wordt, als het ware 'ingevroren'.